# Pauliström
Pauliström är en småort (före 2023 tätort) i Vetlanda kommun i Jönköpings län. 
Pauliström är Karlstorps sockens enda industriort och har en välbevarad gammal bruksmiljö.

## Pauliströms bruk
År 1726 anlades Pauliströms bruk. Den 14 juli erhöll majoren och överjägmästaren Wilhelm Mauritz Pauli privilegium av Kungliga Bergskollegium för att anlägga ett järnbruk med masugn och hammarsmedja. Bruket fick sitt namn efter grundaren. Det övertogs senare av general Pechlin som på 1880-talet byggde om bruket till ett träsliperi. 
Hugo Drangel förvärvade 1927 Pauliström och omvandlade med inköpet av en cellulosavaddmaskin det gamla träsliperiet till ett pappersbruk för mjukpapper, i rätt tid för att möta efterfrågan, då det under andra världskriget blev ont om bomull och förbandsmaterial i Europa. När det också i Sverige blev brist på både textilier och tvättmedel, föddes idén om pappersblöjan, som Pauliström var först i världen att lansera 1944.
År 1956 köpte Hugo Drangels dotter Lil Karhola Wettergren ut Pauliström från familjen och började tillverka pappersblöjor i Sveriges första blöjmaskin, som konstruerats på bruket. Hennes egna barn blev testpanel. I Sverige var inte motståndet så starkt men det skulle ta tio år att erövra världen för pappersblöjor. Inköpscheferna var män, som förklarade att de aldrig skulle tillåta sina hustrur att ”sätta papper på sina barn”.[källa behövs] Lil Karhola Wettergren tog 1962 initiativ till Cellvabruken AB, ett gemensamt försäljningsbolag för de familjeägda mjukpappersbruken Pauliström, Långasjönäs och Nyboholm, vilka var och en för sig visat sig vara för små för att konkurrera med Mölnlycke AB. År 1965 såldes Pauliström och Cellvabruken till Mo och Domsjö AB. Metsä-Serla köpte Pauliströms bruk (tillsammans med närbelägna Nyboholms bruk) 1987.
Bruket tillverkar fortfarande mjukpapper, idag med varumärket Lambi under sin nya ägare Metsä Tissue.

## Bildgalleri

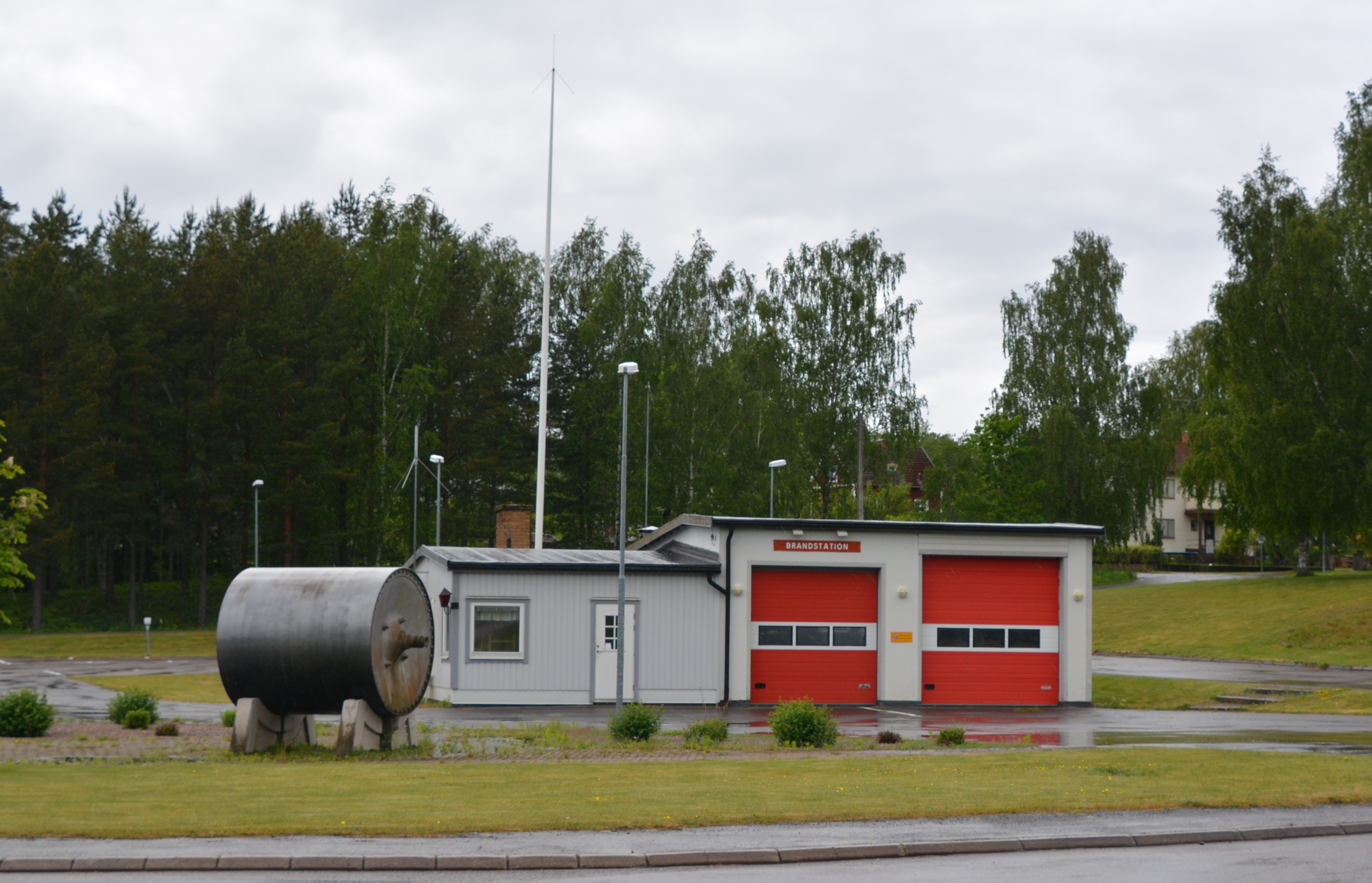
Räddningsstation
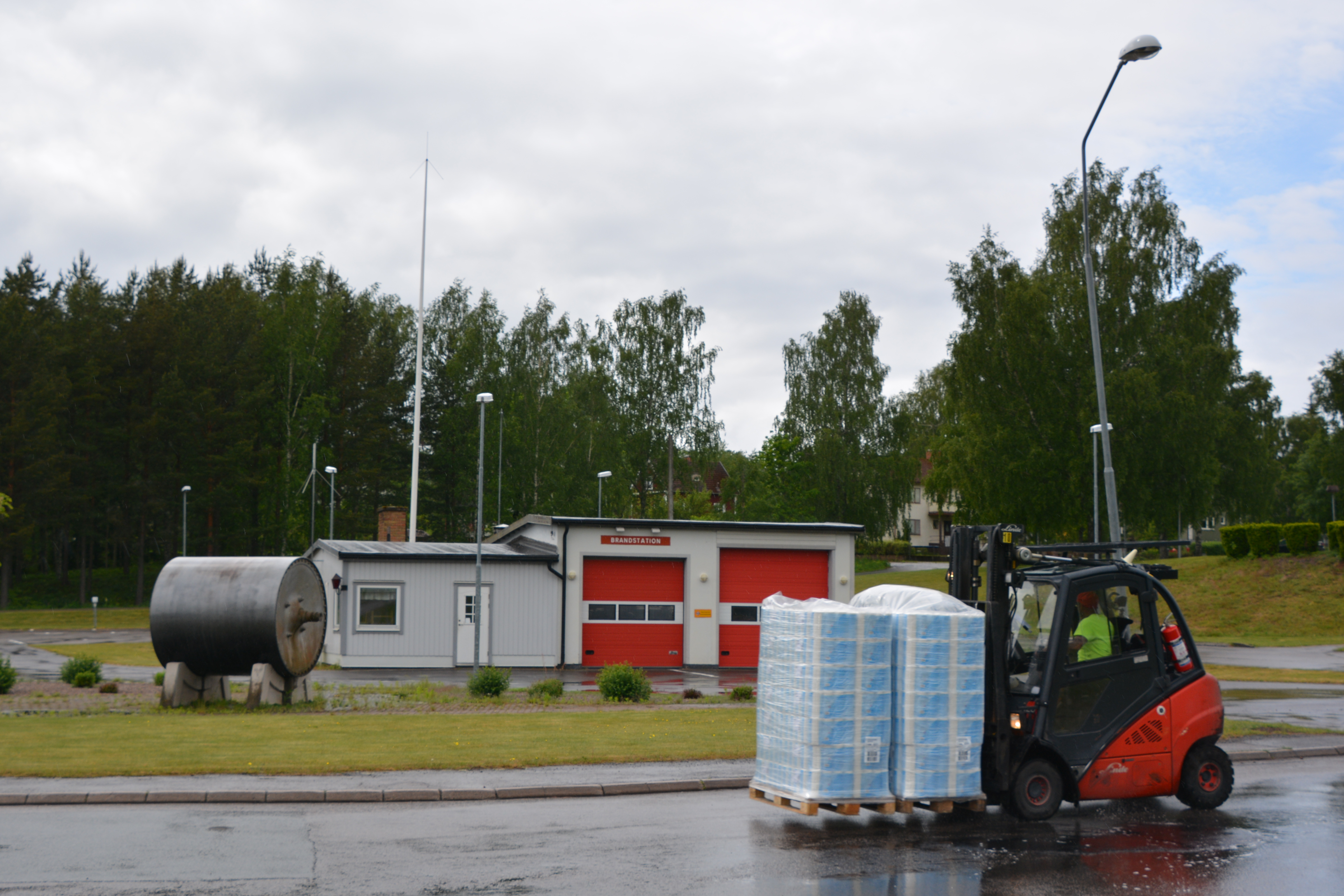
Lastning av mjukpapper
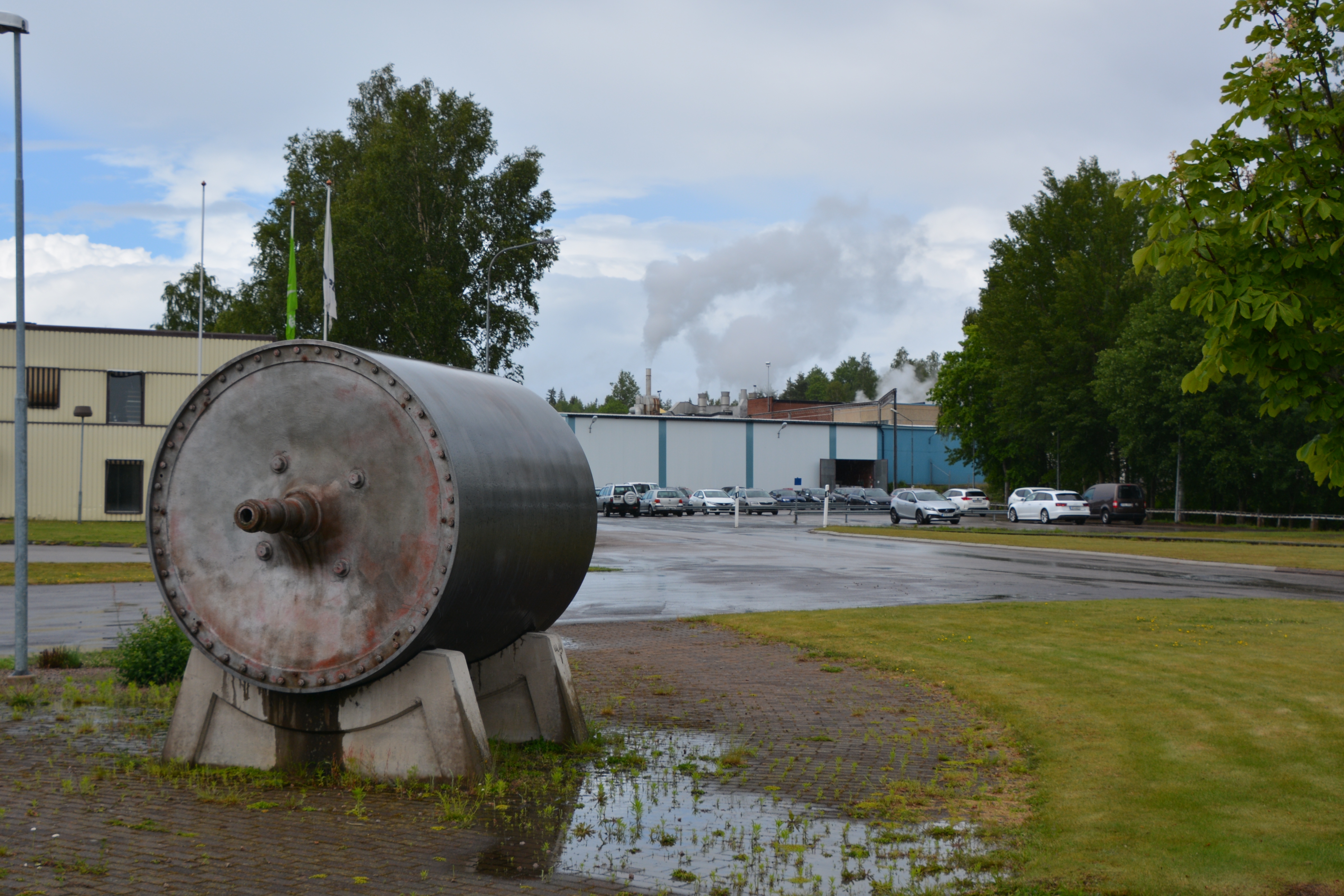
Yankeecylinder utanför pappersbruket

## Befolkningsutveckling
| Befolkningsutvecklingen i Pauliström 1960–2020                    | Befolkningsutvecklingen i Pauliström 1960–2020 | Befolkningsutvecklingen i Pauliström 1960–2020 | Befolkningsutvecklingen i Pauliström 1960–2020 | Befolkningsutvecklingen i Pauliström 1960–2020 |
| ----------------------------------------------------------------- | ---------------------------------------------- | ---------------------------------------------- | ---------------------------------------------- | ---------------------------------------------- |
|                                                                   |                                                |                                                |                                                |                                                |
| År                                                                |                                                |                                                | Folkmängd                                      | Areal (ha)                                     |
| 1960                                                              | 1960                                           |                                                | 177                                            | ¤                                              |
| 1970                                                              | 1970                                           |                                                | 293                                            |                                                |
| 1975                                                              | 1975                                           |                                                | 393                                            |                                                |
| 1980                                                              | 1980                                           |                                                | 449                                            |                                                |
| 1990                                                              | 1990                                           |                                                | 411                                            | 59                                             |
| 1995                                                              | 1995                                           |                                                | 334                                            | 63                                             |
| 2000                                                              | 2000                                           |                                                | 281                                            | 63                                             |
| 2005                                                              | 2005                                           |                                                | 257                                            | 63                                             |
| 2010                                                              | 2010                                           |                                                | 221                                            | 62                                             |
| 2015                                                              | 2015                                           |                                                | 220                                            | 60                                             |
| 2020                                                              | 2020                                           |                                                | 218                                            | 69                                             |
| Anm.: Ny tätort 1970 ¤ Som tätortsbebyggelse med 150-199 invånare |                                                |                                                |                                                |                                                |